# Centrorhynchus lesiniformis
Centrorhynchus lesiniformis är en hakmaskart som först beskrevs av Raffaele Molin 1859.  Centrorhynchus lesiniformis ingår i släktet Centrorhynchus och familjen Centrorhynchidae. Inga underarter finns listade i Catalogue of Life.